# Mariahout
Mariahout est un village situé dans la commune néerlandaise de Laarbeek, dans la province du Brabant-Septentrional. Le 1er juin 2006, le village comptait 1 626 habitants.